# Верескуново
Верескуново — деревня в Удомельском городском округе Тверской области.

## География
Деревня расположена в 9 км на северо-запад от города Удомля.

## История
В 1752 году в селе была построена деревянная Никольская церковь с 3 престолами. 
В конце XIX — начале XX века село входило в состав Михайловской волости Вышневолоцкого уезда Тверской губернии.
12 апреля 1909 года деревянная Никольская церковь сгорела, в 1915 году был построен новый каменный Никольский храм. 
С 1929 года деревня являлась центром Верескуновского сельсовета Удомельского района Тверского округа Московской области, с 1935 года — в составе Калининской области, в 1994 года — центр Верескуновского сельского округа, с 2005 года — в составе Порожкинского сельского поселения, с 2015 года — в составе Удомельского городского округа.

## Население
| 1859 | 2002 | 2010 |
| ---- | ---- | ---- |
| 25   | ↗42  | ↗64  |

## Достопримечательности
В деревне расположена недействующая Церковь Николая Чудотворца (1915).